# Geschichte des Fernsehens
Die Geschichte des Fernsehens umfasst die Entwicklung der Fernsehtechnik und der Technik zur Ausstrahlung der Fernsehprogramme von den Anfängen im 20. Jahrhundert bis zur Gegenwart.

## Entwicklung

### Die Bildzerlegung

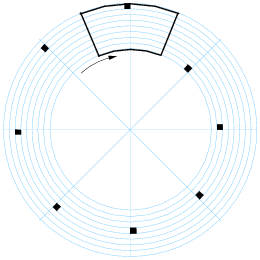
Schematische Darstellung einer Nipkow-Scheibe

Auf die Möglichkeit, Bilder punkt- und zeilenweise abzutasten und die Helligkeitswerte elektrisch zu übertragen sowie auf den Nutzen einer derartigen Technik wies Alexander Bain schon 1843 hin. Die erste brauchbare Umsetzung erfand 1883 Paul Nipkow. Sein elektrisches Teleskop zerlegt mit Hilfe einer rotierenden, mit spiralförmig angeordneten Löchern versehenen Scheibe Bilder in Hell-Dunkel-Signale beziehungsweise setzt sie wieder zusammen. Er meldete diese nach ihm benannte Nipkow-Scheibe am 6. Januar 1884 zum Patent an. Nach seinen Ideen gelangen Anfang des 20. Jahrhunderts die ersten Fernsehbildübertragungen. Nipkow wird deshalb als der Erfinder der ersten praktischen Realisierung des Fernsehens bezeichnet.

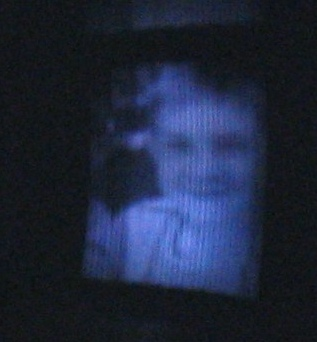
Fernsehbild auf einem Fernseher mit Nipkowscheibe (vertikale Zeilenanordnung)

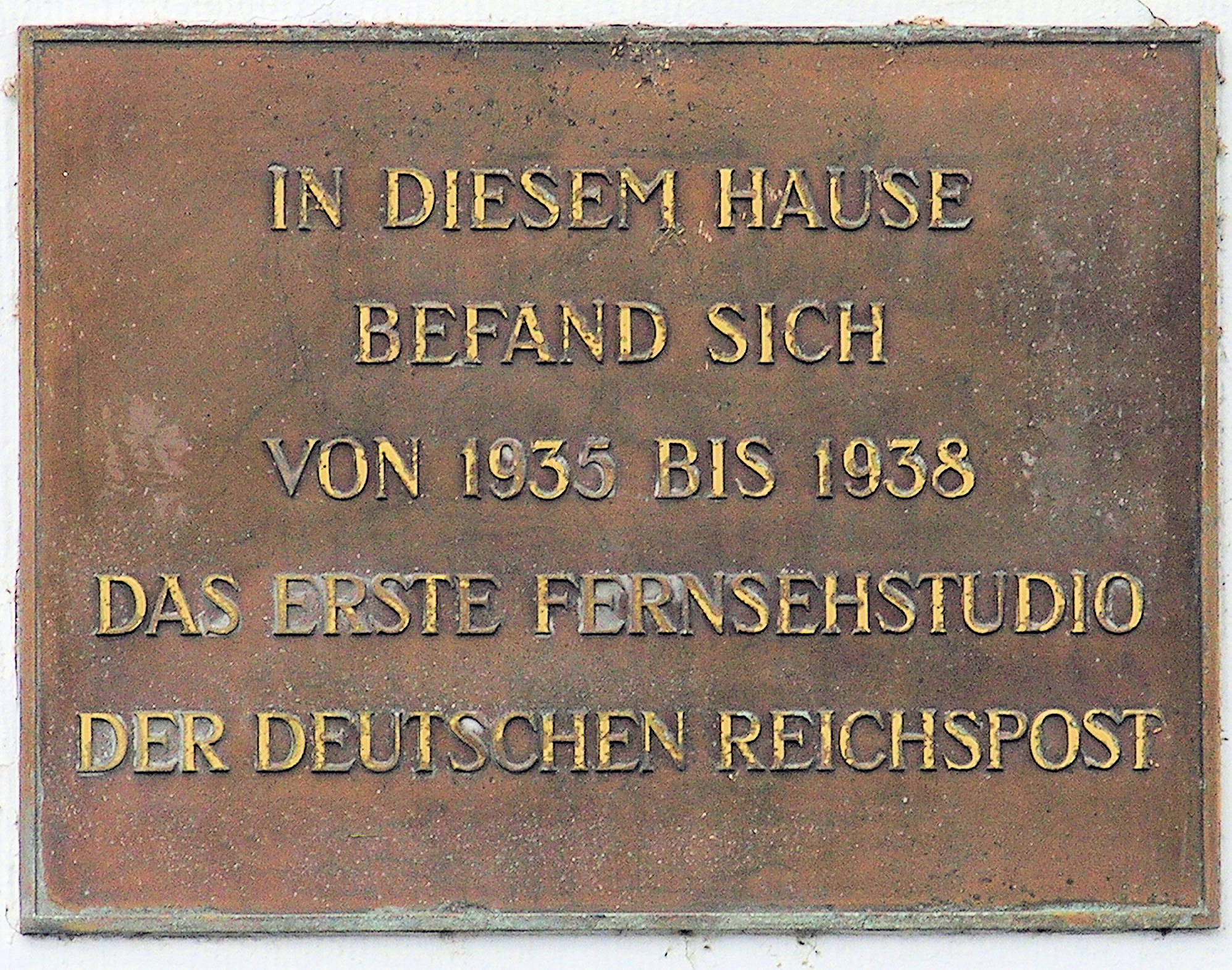
Gedenktafel am Haus Rognitzstraße 9 in Berlin-Westend

Nipkow selbst hat seine Idee jedoch nie verwirklicht, es gab zur damaligen Zeit noch keine geeignete Verstärkungsmöglichkeit und die damals einzige bekannte lichtempfindliche Zelle, die Selenzelle, war zu träge für Fernsehübertragungen.

### Elektronische Bildzerlegung und -wiedergabe
1897 entwickelten Ferdinand Braun und Jonathan Zenneck die Kathodenstrahlröhre, auch „Braunsche Röhre“ genannt. Mittels eines Elektronenstrahls und seiner Steuerung durch elektrostatische Ablenkplatten oder elektromagnetische Spulen ließen sich aufeinanderfolgende Bildpunkte auf eine mit Leuchtstoff beschichtete Glasscheibe projizieren. Die Kathodenstrahlröhre fand ihre ersten Anwendungen in Messapparaturen, beispielsweise bei Oszilloskopen. Bis Anfang der 2000er-Jahre ständig weiterentwickelt, bildete sie lange Zeit die Grundlage zur Darstellung von Fernsehbildern. 1906 benutzte Max Dieckmann eine Braunsche Röhre zur Wiedergabe 20-zeiliger schemenhafter Schattenbilder im Format 3 × 3 cm. 1907 gelang dem Russen Boris Rosing die erste Übertragung eines schemenhaften Fernsehbildes, wofür er in vielen Ländern, darunter auch in Deutschland, ein Patent erhielt. Auch Campbell Swinton verwendete 1911 eine Kathodenstrahlröhre zur Bildwiedergabe.
Wladimir Kosmitsch Sworykins Experimente führten zur Entwicklung des Ikonoskops, der ersten brauchbaren Bildaufnahmeröhre. Damit stand erstmals für das senderseitige Verfahren der Bildzerlegung eine elektronische Lösung zur Verfügung. Sworykin, ein Schüler von Boris Rosing, beantragte 1923 dafür ein Patent.
In der Literatur wird mehrfach berichtet, dass Dénes von Mihály 1919 einfache Bilder über mehrere Kilometer hinweg übertrug. Ob er dazu bei der Bildzerlegung ein optomechanisches oder ein elektronisches Verfahren anwandte, ist nicht belegt. Bekannt ist nur, dass er Bairds Verfahren der Bildzerlegung als Provisorium betrachtete. August Karolus entwickelte den nach ihm benannten Telefunken-Karolus-Bildtelegraphen. Seine Bildvorführungen, die er mit Hilfe der von ihm verbesserten Kerr-Zelle erzielte, beruhten auf der Ausnutzung des elektrooptischen Kerr-Effekts. Karolus gelang 1925 damit eine Bildübertragung von Berlin nach Leipzig.
Alle diese Versuche hatten mit den in den 1920er-Jahren von John Logie Baird in Großbritannien sowie Herbert E. Ives und Charles Francis Jenkins in den USA unternommenen Vorführungen gemeinsam, dass mechanische Bildzerleger eingesetzt wurden. Baird hatte hierzu Nipkows Erfindung zu einer wirkungsvolleren Scheibe weiterentwickelt. Am 26. Januar 1926 veranstaltete Baird in London die weltweit erste Fernsehvorführung. 1927 übertrug er ein Fernsehsignal zwischen Glasgow und London und am 8. Februar 1928 überbrückte seine Fernsehtechnik mit mechanischer Bildzerlegung bereits den Atlantik. Seine Versuchsendungen setzte 1931 die BBC fort.
1926 experimentierte Kenjiro Takayanagi mit Bairds Art der Bildzerlegung, benutzte aber zur Wiedergabe der Bilder eine Elektronenstrahlröhre. Er bildete das zuvor aufgenommene Katakana-Schriftzeichen イ auf einer Braunschen Röhre ab. Die erste vollelektronische Übertragung von Bildern mit Elektronenstrahlröhren auf Sender- und Empfangsseite gelang Philo Farnsworth am 7. September 1927.
Der ungarische Erfinder Kálmán Tihanyi verbesserte die Empfindlichkeit der Kathodenstrahlröhre und erfand 1928 das Radioskop, ein vollständig elektronisches Fernseh-System, bestehend aus einer Kamera, einer Bildaufnahmeröhre, die aufnahmeseitig Sworykins Ikonoskop ähnlich war, und einem Fernsehgerät.

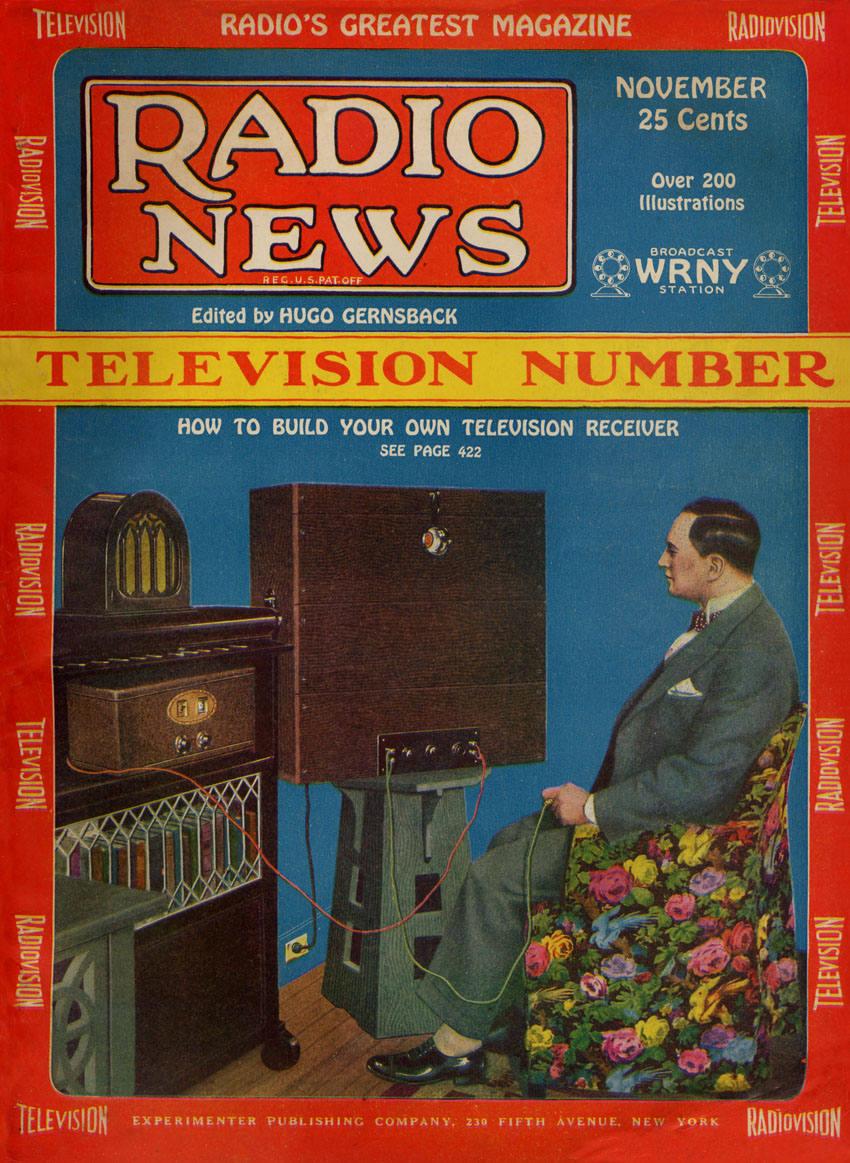
Der Erfinder Hugo Gernsback schaut eine Fernsehübertragung. Illustration nach einem Originalfoto auf dem Titel der Radio News vom November 1928.

Am 11. Mai 1928 präsentierte der Ungar Dénes von Mihály in Berlin in kleinem Kreis mit seinem Empfangsgerät Telehor die erste Fernsehübertragung in Deutschland. Im selben Jahr stellte auch August Karolus auf der 5. Großen Deutschen Funk-Ausstellung Berlin seine Fernsehanlage vor; das Empfangsbild des Telefunken-Prototyps hatte eine Größe von 8 × 10 cm und eine Auflösung von etwa zehntausend Bildpunkten. V. Mihálys Telehor lieferte mit einer Bildgröße von 4 × 4 cm und nur 900 Bildpunkten eine wesentlich schlechtere Bildqualität, erzielte aber eine größere öffentliche Resonanz. Der Telefunken-Prototyp war unverkäuflich, v. Mihály jedoch versuchte, sein Gerät zu verkaufen. Angesichts von nur stundenweisen Versuchssendungen über einige Sender der Reichspost (DRP), der eher schlechten Bildqualität, den hohen Gerätepreisen und vor allem der 1929 beginnenden Weltwirtschaftskrise war das ein aussichtsloses Unterfangen. Dennoch gilt der 31. August 1928 als Startdatum des Fernsehens in Deutschland.
Ende 1929 veröffentlichten Elektronik-Bastler erste Bauanleitungen für Fernsehempfänger, die teilweise sogar Bild und Ton empfangen konnten; einen praktischen Nutzen hatten diese Basteleien nur bedingt, da der Versuchssender Witzleben erst ab 1934 Fernsehprogramme mit Ton ausstrahlte, die britische BBC schon seit 1931. Die seit 1930 erscheinende britische Zeitschrift "Practical Television" geht in ihrer Ausgabe von März 1934 von rund 3000 Besitzern selbstgebauter Fernseher sowie rund 1000 Besitzern gekaufter Fernseher alleine in Großbritannien aus.
Anfang der 1930er-Jahre gab es praktisch nur mechanisches Fernsehen. Die Kathodenstrahlröhre galt zunächst als zu kompliziert und zu teuer. Man versprach sich jedoch durch ein vollelektronisches Fernsehsystem eine wesentlich höhere Bildauflösung. In Deutschland präsentierte Manfred von Ardenne auf der Deutschen Funkausstellung 1931 erstmals öffentlich ein vollelektronisches Fernsehen mit Kathodenstrahlröhre. Dies gilt als Weltpremiere des elektronischen Fernsehens.
Auch nach 1937 konkurrierten mechanische Fernsehsysteme noch mit dem elektronischen Fernsehen. Insbesondere die Fernseher mit Spiegelschraube der Firma TeKaDe konnten durch große Helligkeit und Bildschärfe überzeugen. Erst nach Erhöhung der Zeilenzahl auf 441 Zeilen wurde der mechanische Fernseher in der Herstellung unwirtschaftlich. Einzig die britische Firma Scophony baute noch bis zum Beginn des Zweiten Weltkriegs mechanische Fernseher für 405 Zeilen bzw. 441 Zeilen für die USA.
1929 begann der Rundfunksender Witzleben  über den Berliner Funkturm mit ersten regelmäßigen Testsendungen. Die ersten Fernsehbilder wurden am 8. März zu Testzwecken in das Fernsehlaboratorium der Post übertragen. Kurz darauf setzte die Reichspost die erste deutsche Fernseh-Norm fest: Zerlegung des Bildes in 30 Zeilen, was 1200 Bildpunkten entspricht, bei 12,5 Bildwechseln pro Sekunde. Die Norm wurde laufend der technischen Entwicklung angepasst:
| Jahr | Anzahl Zeilen | Bildwechsel in Hz |
| ---- | ------------- | ----------------- |
| 1929 | 30            | 12,5              |
| 1931 | 48            | 25                |
| 1932 | 90            | 25                |
| 1934 | 180           | 25                |
| 1936 | 375           | 25                |
| 1937 | 441           | 25*               |

* Einführung des Zeilensprungverfahrens, 25 Bildwechsel beziehungsweise 50 Halbbilder von je 220½ Zeilen
Kurz vor Aufnahme der ersten Versuchsendungen in Deutschland begann in Großbritannien John Logie Baird in den Nachtstunden mit einem regelmäßigen Versuchsprogramm auf Sendern der BBC. Die dortige Fernsehnorm betrug bis 1935 30 Zeilen, vertikal in einem Seitenverhältnis 3:7 bei 12,5 Bildern pro Sekunde. 1936 begann auch in Großbritannien das Zeitalter des hochauflösenden Fernsehens. Es wurde zunächst im Versuchsbetrieb im wöchentlichen Wechsel mit dem 240-Zeilen-System Bairds und nach dem System der Marconi Company mit 405 Zeilen gesendet. Bereits im Februar 1937 wurde ein System mit 405 Zeilen und 25 Bildern pro Sekunde bei einem Bildseitenverhältnis von zunächst 5:4 festgelegt. 1950 wurde auf das Seitenverhältnis von 4:3 umgestellt. Als Fernsehnorm A blieb dies bis 1965 der alleinige Standard in Großbritannien, ab 1965 wurde es zunächst durch die europäische CCIR-Norm mit 625 Zeilen ergänzt, ab 1985 komplett abgelöst. Das Fernsehprogramm wurde nach Kriegsausbruch 1939 eingestellt und erst 1946 wieder aufgenommen.

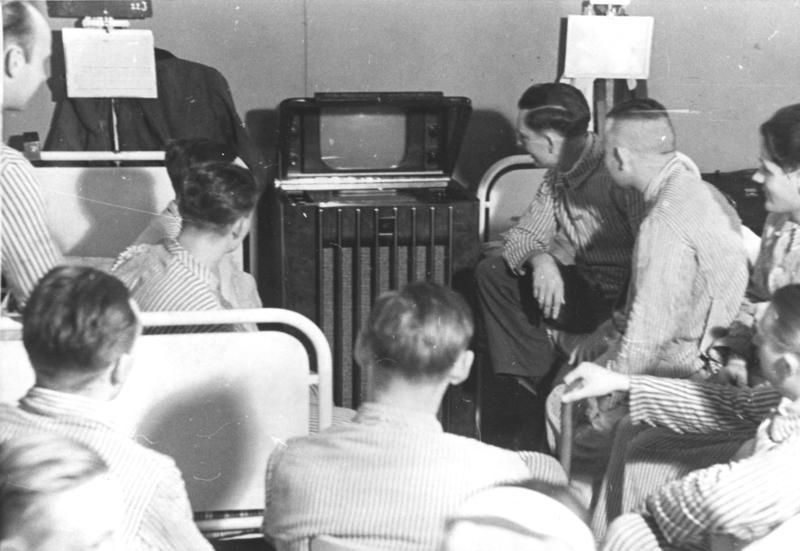
"Fernsehen im Lazarett", März 1942, deutsches Propagandabild

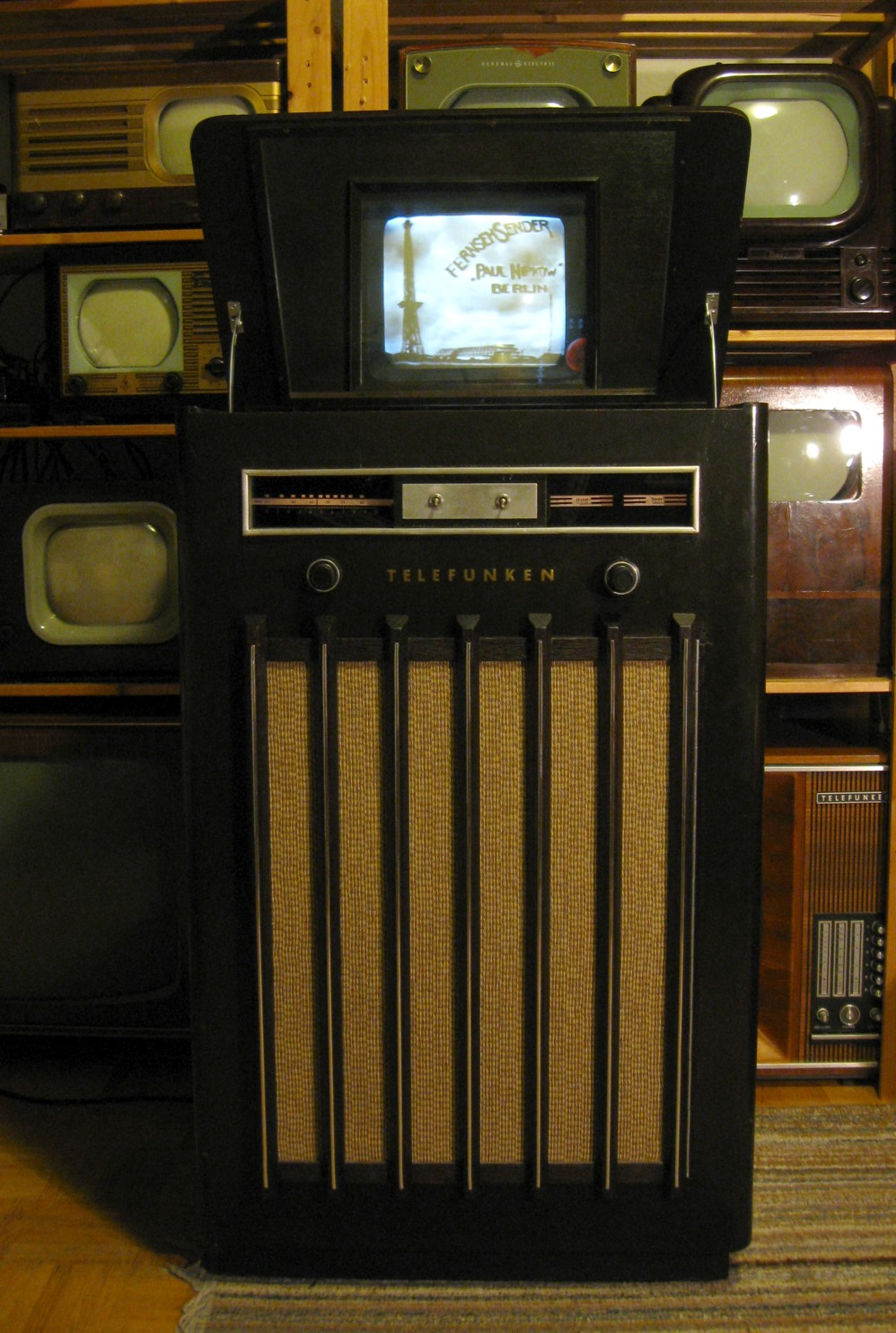
Spiegelfernseher von 1937 in Betrieb mit Standbild des Fernsehsenders Paul Nipkow

Auch in anderen europäischen Staaten gab es Fernsehversuchssendungen. In den Niederlanden gab es auf Privatinitiative hin ab 1934 einen regelmäßigen Fernsehversuchsdienst in der britischen Norm mit 30 Zeilen, der bis zum Beginn des Zweiten Weltkriegs im September 1939 in Betrieb blieb. 1949 wurde dort das Fernsehen nach der CCIR-Norm mit 625 Zeilen eingeführt.
In Frankreich wurde ebenfalls Fernsehversuchsendungen durchgeführt. Um 1937 hatte man ein serienreifes hochauflösendes Fernsehsystem entwickelt, das zunächst mit 437 Zeilen sendete. Nach der Besetzung von Paris durch die Wehrmacht wurde der Sender auf dem Eiffelturm beschlagnahmt und auf die deutsche Norm mit 441 Zeilen umgestellt. Das Programm war mit französischen Empfängern ohne Probleme empfangbar. Ausgestrahlt wurde ein Programm hauptsächlich für verwundete Soldaten in Lazaretten in Paris und Umgebung. Frankreich war das einzige Land Europas, in dem auch während des Krieges ununterbrochen Fernsehen empfangen werden konnte. In Deutschland mussten nach einem Bombenangriff 1944 die Sendungen eingestellt werden. Ab 1948 wurde die Ausstrahlung mit 800 Zeilen vom Eiffelturm fortgeführt.
In der Sowjetunion begannen öffentliche Versuchsendungen in den Städten Leningrad und Moskau ebenfalls bereits in den 1930er Jahren, überwiegend mit in den USA eingekaufter Technik. Die Entwicklung wurde während des Krieges nur verlangsamt, nach Kriegsende wurde wieder gesendet. Bekannt war der Fernseher „Leningrad“, der nach Vorbild des in Deutschland entwickelten „Volksfernsehers“ E1 in der Sowjetischen Besatzungszone bzw. später in der DDR für den sowjetischen Markt gefertigt wurde.
In den USA gab es bereits in den 1920er Jahren zahlreiche Firmen, die sich mit der Entwicklung des Fernsehens beschäftigten. Um 1929 hatte jede Firma eigene Normen, in denen Versuchssendungen durchgeführt wurden. Die Bildauflösungen lagen zwischen 24 Zeilen bei Charles Francis Jenkins und 30, 45, bis hin zu 60 Zeilen. Wegen der ständigen Veränderungen und Verbesserungen konnte ein Standard über lange Zeit nicht etabliert werden. Ab 1938 begannen Versuchssendungen in Auflösungen zwischen 441 Zeilen und mehr als 700 Zeilen. 1942 einigte sich das National Television System Committee (NTSC) auf die noch heute übliche Norm mit 525 Zeilen und 30 Vollbildern pro Sekunde. NTSC bezieht sich hier nicht auf das damals nicht vorhandene Farbsystem, sondern ist der Name der Normungskommission, die später auch die Farbnorm beschloss.
Nach dem Krieg wurde in Deutschland und den meisten Nachbarländern auf die bis heute verwendete Gerber-Norm mit 625 Zeilen bei 25 Bildern pro Sekunde umgestellt. Ausnahmen bildeten Frankreich mit zunächst 819 Zeilen – erst ab 1980 wurde komplett auf 625 Zeilen umgestellt, und Großbritannien mit zunächst 405 Zeilen, ab 1965 dann mit ebenfalls 625 Zeilen. Die technischen Eckdaten für die Auflösung und das Seitenverhältnis sowie die Bildwechselfrequenz des Fernsehbildes blieben nun über mehr als ein halbes Jahrhundert unverändert.

### Entwicklung zum Massenmedium ab 1950
| Jahr | Teilnehmer |
| ---- | ---------- |
| 1952 | 300        |
| 1955 | 100.000    |
| 1957 | 1.000.000  |
| 1959 | 2.000.000  |
| 1960 | 3.500.000  |
| 1964 | 7.000.000  |

Zu Beginn des Jahres 1951 gab es in den USA bereits zehn Millionen Fernsehzuschauer, in Großbritannien verfügten immerhin 600.000 und in Frankreich noch 4.000 Zuschauer über Fernseher. Das Medium war noch keine Konkurrenz für den Hörfunk, zumal das Programm auf zwei Stunden pro Tag begrenzt war.

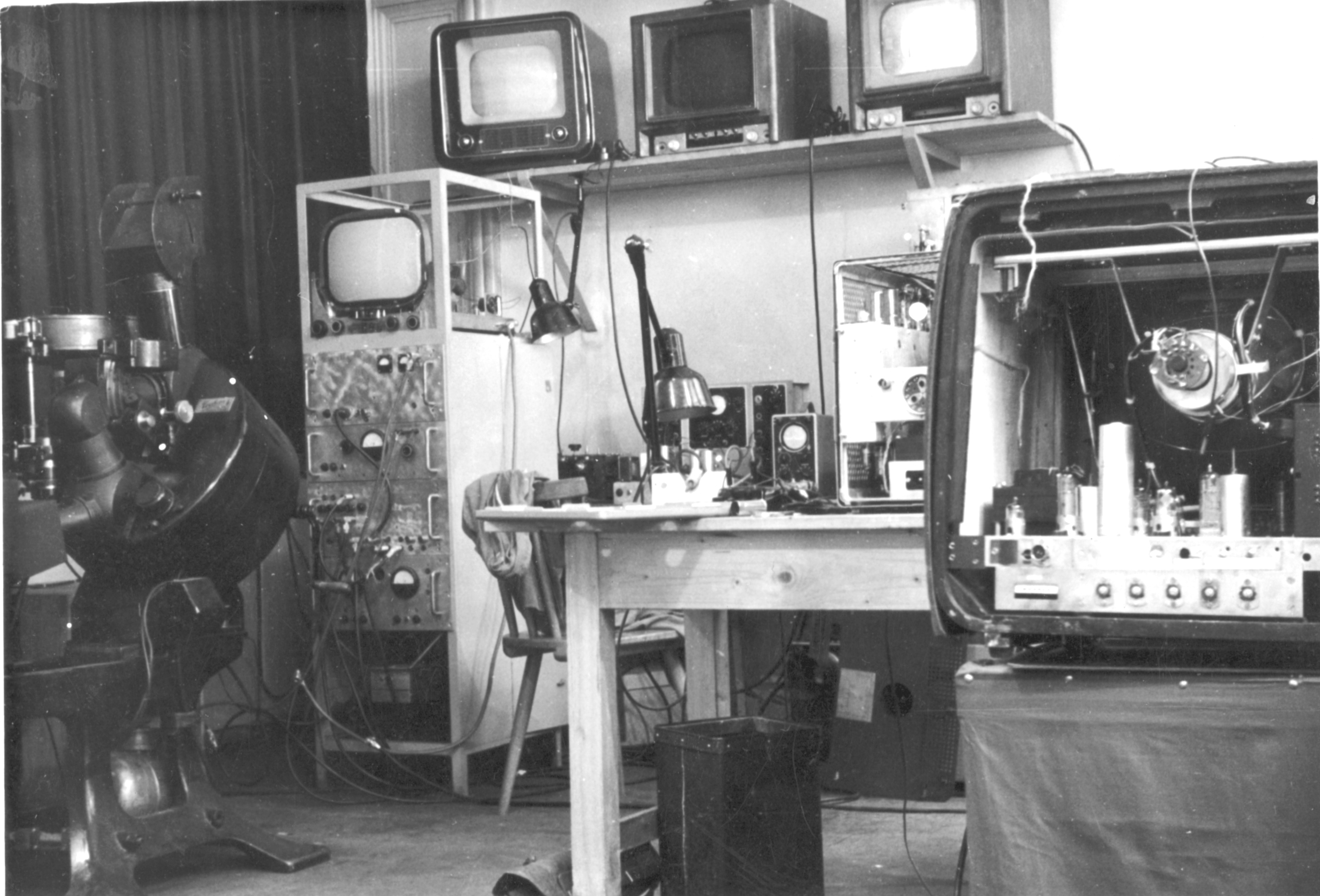
Versuchsaufbau für Fernsehsendungen bei Grundig im Jahre 1951, links der Filmabtaster mit einem Mechau-Projektor, unmittelbar rechts daneben der Testbildgeber.

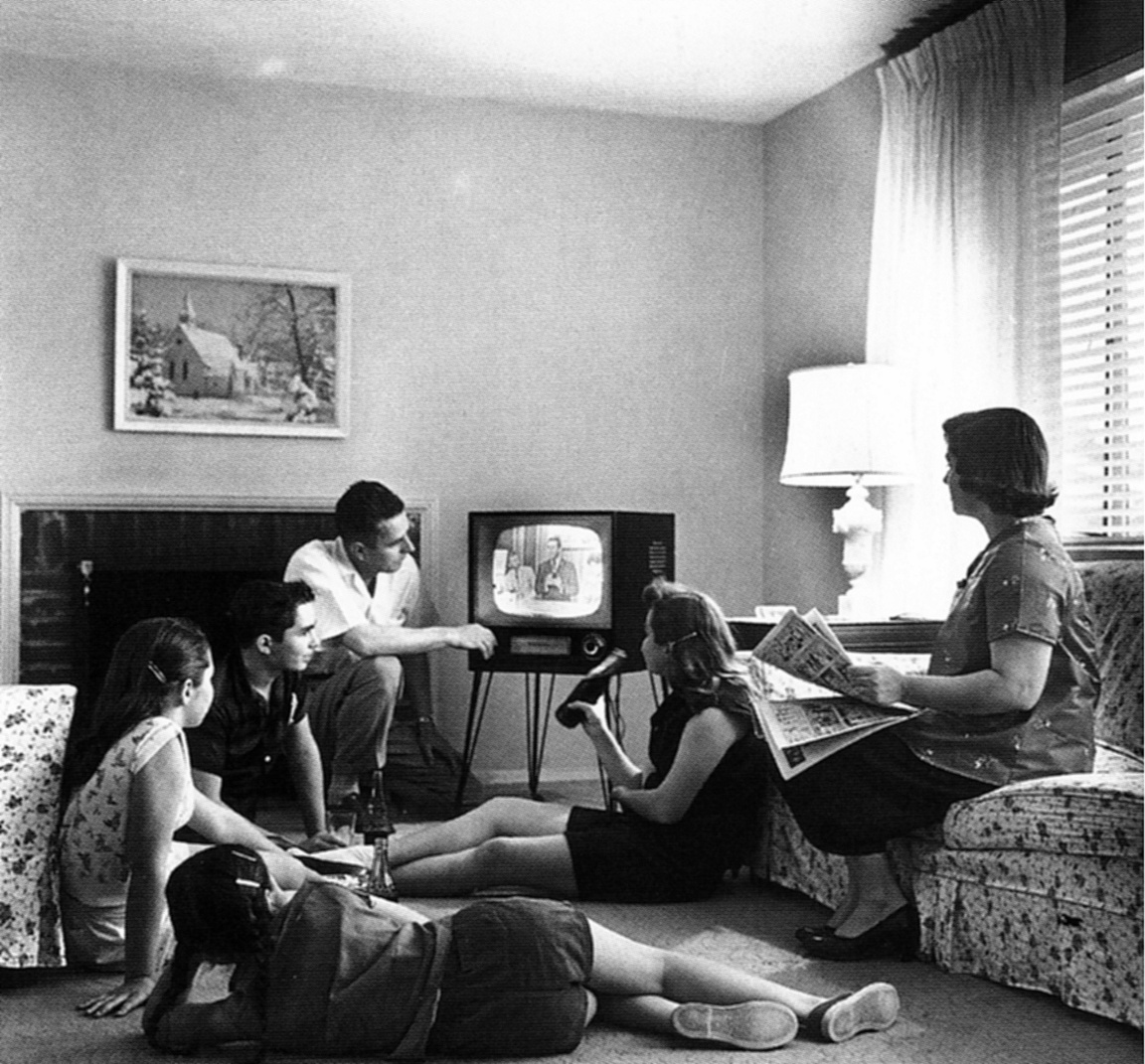
Familie beim Fernsehen, ca. 1958

Die Anzahl der Fernsehteilnehmer nahm in den folgenden Jahren weltweit rapide zu: 1952 gab es in den USA bereits 15 Millionen Teilnehmer, in Großbritannien 1,45 Millionen, in Frankreich knapp 11.000 und in der Bundesrepublik Deutschland rund 300.
Das erste regelmäßige deutsche Fernsehprogramm der Nachkriegszeit überhaupt wurde im September und Oktober 1951 vom Grundig-Werkssender in Fürth gesendet.
In der DDR begann der Sendebetrieb am 21. Dezember 1952. Empfangsbereit waren etwa 60 Geräte ausschließlich in (Ost)-Berlin. In Westdeutschland (BRD) ging vier Tage später, am 25. Dezember 1952 das „NWDR-Fernsehen“ auf Sendung. Kurz darauf am 23. Dezember 1953 ging TELESAAR im autonomen Saarland in der französischen 819-Zeilennorm an den Start, wo es bereits 300 Fernsehgeräte vornehmlich in Gaststätten gab.
Das erste im Fernsehen direkt übertragene Großereignis war die Krönung von Elisabeth II. am 2. Juni 1953. Dabei übertraf die Zahl der Fernsehzuschauer von 27 Millionen in Großbritannien – bei einer Bevölkerung von damals 36 Millionen – die der 11 Millionen Rundfunkhörer. Die Anzahl der Fernsehlizenzen stieg von knapp 1,5 Millionen im Jahr 1952 auf über 3 Millionen 1954. Da auch Deutschland und Frankreich das Ereignis übertrugen, war dies die erste länderübergreifende europäische Liveübertragung.
1955 gab es in der BRD 100.000 Geräte und 1957 war die erste Fernsehteilnehmer-Million erreicht. In der Folgezeit entwickelte sich das Fernsehgerät zum Prestigeobjekt. Der Durchbruch zum Massenmedium gelang in Westdeutschland gegen Ende der 1950er Jahre: 1959 wurden täglich 5.000 Geräte verkauft, Ende des Jahres gab es zwei Millionen, 1960 knapp 3,5 Millionen Teilnehmer. 1961 waren es schließlich in 26 Ländern der Welt weit über 100 Millionen Fernsehteilnehmer.
Sowohl Fernsehherstellern als auch den Kunden war die Bautiefe der Röhrengeräte ein Dorn im Auge, weil sie kaum zur Inneneinrichtung von Haushalten der 1950er Jahre passte. In der National Radio Show  wurde 1959 in London ein Fernseher vorgestellt, den man wie einen „Bilderrahmen […] an die Wand hängen“ konnte. Tatsächlich wirkte das Gerät relativ flach, weil es nicht von vorn nach hinten konisch zulief. Jedoch war die Tiefe erheblich, und der Hersteller riet daher, das Gerät nur in den Ecken von Räumen aufzuhängen.
1964 gab es in der BRD bereits 7 Millionen Fernsehzuschauer. Bis Anfang der 1970er-Jahre stieg die Zahl der Fernsehteilnehmer pro Jahr um fast 20 Prozent.

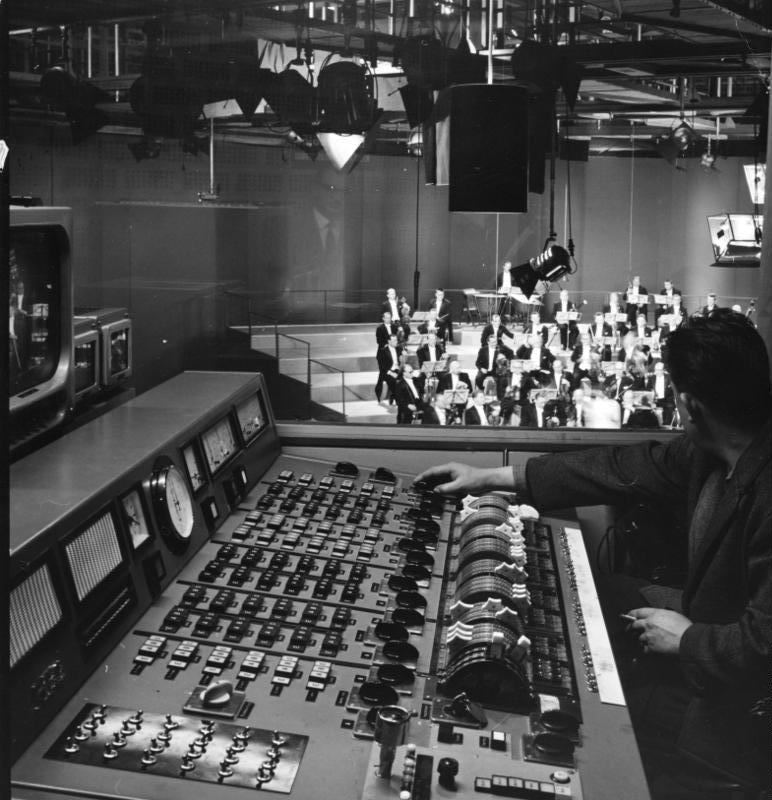
Aufnahme im Studio des Südwestfunks, Baden-Baden 1964

Nicht nur das Publikum, auch die Politik interessierte sich vermehrt für das Fernsehen: Bundeskanzler Konrad Adenauer versuchte, ein dem Bund unterstelltes, privatwirtschaftlich organisiertes Fernsehen, die Deutschland-Fernsehen-GmbH, einzuführen. Adenauer konnte sich mit seiner Vorstellung, Rundfunk als „politisches Führungsmittel der jeweiligen Bundesregierung“ zu etablieren, jedoch nicht durchsetzen; mit dem „Fernsehurteil“ des Bundesverfassungsgerichts vom 28. Februar 1961 wurde die Autonomie der Länder in Rundfunkfragen bestätigt. Ersatzweise wurde eine weitere Anstalt des öffentlichen Rechts gegründet: Das Zweite Deutsche Fernsehen (ZDF) mit Sitz in Mainz nahm den Sendebetrieb am 1. April 1963 auf. Die ARD richtete zwischen 1964 und 1969 fünf regionale dritte Fernsehprogramme ein.
Der Hörfunk stellte dem immer attraktiver werdenden Programmangebot des Fernsehens die technische Innovation des Zweikanaltons entgegen. Für die UKW-Sender (FM) in der BRD wurde auf der 25. Großen Deutschen Funk-Ausstellung in Berlin am 30. August 1963 die FM-Stereofonie eingeführt.

## Farbfernsehen
In der Bundesrepublik Deutschland wurde das Farbfernsehen am 25. August 1967 eingeführt. Bereits 1963 war ein erstes Farbfernseh-Testbild ausgestrahlt worden. Der Deutsche Fernsehfunk der DDR startete am 3. Oktober 1969 mit seinem 2. Programm die Ausstrahlung in Farbe. Während man sich in Westdeutschland für das Farbfernsehsystem PAL entschied, wurde im Osten Deutschlands SECAM als Farbfernsehsystem eingeführt.

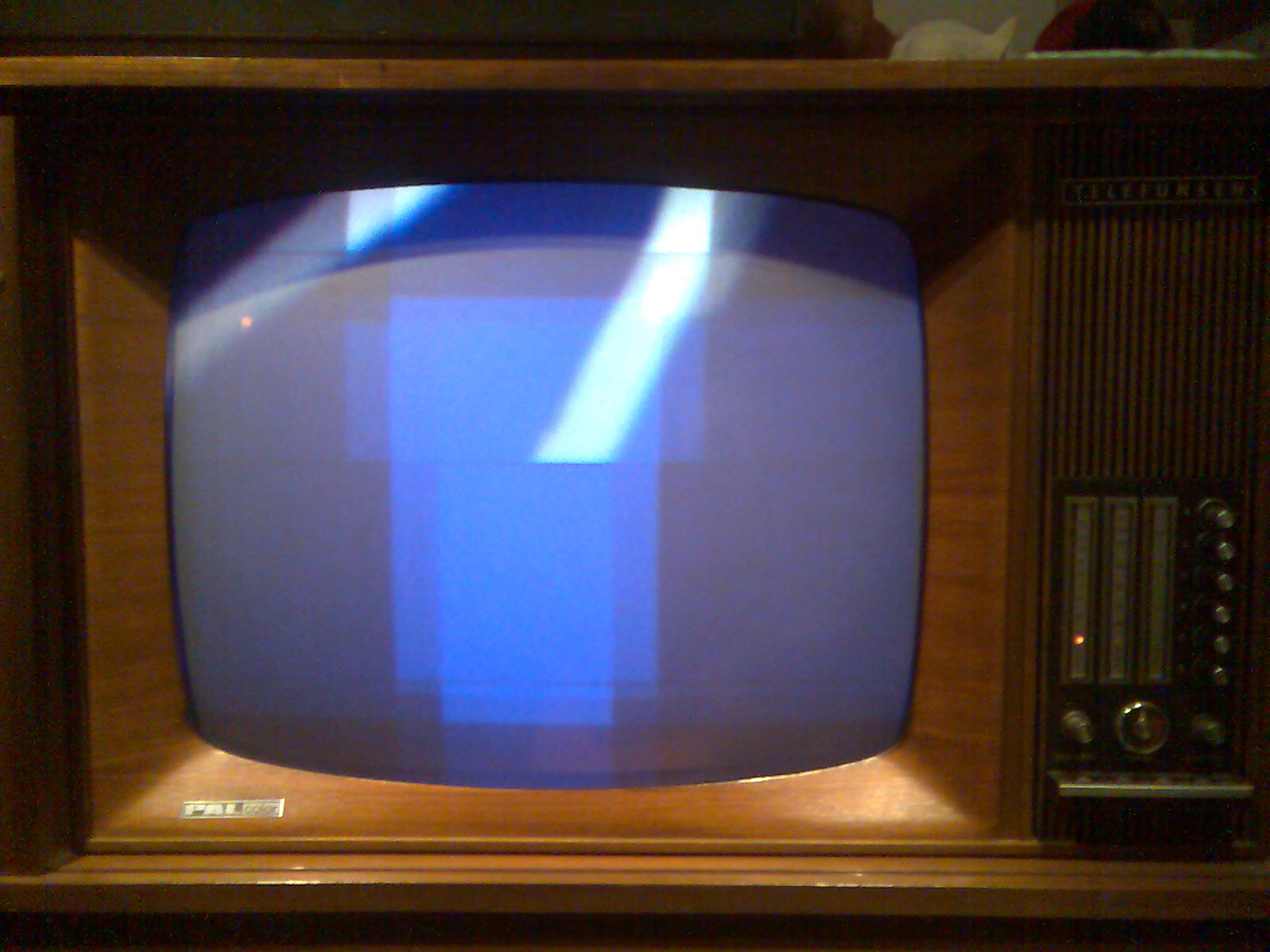
Erster Telefunken-Farbfernseher PAL Color 708 (1967)

Erste Experimente mit farbigen Fernsehbildern basierten auf der Aufteilung des Farbspektrums in Grundfarben; John Logie Baird verwendete in den späten 1920er Jahren eine Nipkow-Scheibe mit „Spiralarmen“ für die Farben Rot, Grün und Blau (RGB). Das Verfahren wurde 1930 von E. Andersen verbessert und 1935 von der Forschungsanstalt der Deutschen Reichspost aufgegriffen, als sie mit der Entwicklung eines Farbfernsehverfahrens begann. Man arbeitete nach einem bisequentiellen Verfahren, das auf dem Kinemacolor-Zweifarbenfilm beruhte und ein Zweifarbenbild mit 2 × 90 Zeilen und 25 Rastern pro Sekunde ermöglichte. Der Zweite Weltkrieg unterbrach die deutsche Farbfernseh-Entwicklung.
Ab Juni 1951 wurde in New York von Columbia Broadcasting System (CBS) das erste Farbfernsehprogramm der Welt ausgestrahlt, das ebenfalls auf dem bisequentiellen Verfahren beruhte. Es wurde nach wenigen Monaten eingestellt, da es verschiedene gravierende Nachteile hatte: Unter anderem war das System inkompatibel zum Schwarz-Weiß-Fernsehen, die Bildwechselfrequenz musste von 60 Hz auf 140 Hz erhöht werden, um Flackern zu vermeiden; dies wiederum erforderte aufgrund der begrenzten Frequenzbandbreite eine Reduktion der Auflösung.

## Farbfernsehsysteme

### NTSC
Um weitere kostspielige Fehlschläge zu vermeiden, wurde mit einem erheblichen Aufwand vom eigens gegründeten National Television Systems Committee (NTSC) eine technisch leistungsfähigere Lösung entwickelt. Das Gremium setzte sich aus Wissenschaftlern aller namhaften Elektronik-Firmen zusammen. Es entwickelte die NTSC-Norm, die am 23. Dezember 1953 für verbindlich erklärt wurde. Sie ist gekennzeichnet durch drei Eigenschaften:
- Kompatibilität: Farbfernsehsendungen können mit Schwarz-Weiß-Empfängern ohne Schärfeverlust betrachtet werden.
- Rekompatibilität: Schwarz-Weiß-Fernsehsendungen können in Farbfernsehempfängern ebenso betrachtet werden wie mit Schwarz-Weiß-Empfängern.
- unveränderte Bandbreite: Die zusätzliche Farbinformation ist in das bisherige Schwarzweiß-Signal eingearbeitet und benötigt dadurch keinen zusätzlichen Platz auf dem Frequenzband.

Zu den entscheidenden Nachteilen von NTSC gehört das instabile Farbsignal, das auch während einer Übertragung zu „drastischen Farbverschiebungen […], zum Beispiel von Blau nach Grün“ führen kann. Ursache ist die Verknüpfung der Phase des Farbhilfsträgers mit dem Farbton. Spötter interpretieren daher die Abkürzung NTSC als „Never the Same Color“. Daher verfügt jeder NTSC-Fernseher über einen sogenannten „Tint“-Regler (Tint für „Farbton“), mit dem die Farbwiedergabe angepasst werden kann.
Um 1955 tauchte der Gedanke auf, in ganz Europa ein einheitliches Farbfernsehsystem einzuführen. In einer vom Comité Consultatif International des Radiocommunications (CCIR) einberufenen Konferenz wurde festgestellt, dass die unterschiedlichen Zeilennormen erhebliche Probleme bei der Standardisierung aufwarfen: In den USA wurde eine 525-Zeilen-Norm verwendet, in England 405 Zeilen, in Frankreich 819 und in den übrigen europäischen Ländern 625 Zeilen.
Beim Schwarz-Weiß-Fernsehen wurde nur ein Signal gesendet: Ein Helligkeitssignal. Der Entwicklung des Farbfernsehens lag der Gedanke zugrunde, auch weiterhin nur ein einziges Signal zu senden. Im Studiobereich wird jedoch mit RGB-Signalen gearbeitet, die zwar theoretisch auch gesendet werden konnten; dazu hätte aber jede der drei Farben auf eine eigene Welle aufmoduliert werden müssen, was eine enorme Bandbreite erforderte und unwirtschaftlich war. Die Farbfernsehsysteme NTSC, SECAM und PAL dienen also dazu, die drei RGB-Signale auf ein einziges zu übertragendes Signal zu reduzieren.

### SECAM
In Frankreich wurde mit massiver Unterstützung der französischen Regierung das SECAM-Farbfernsehsystem entwickelt. SECAM steht für Séquentiel couleur à mémoire. Aufgrund technischer Unzulänglichkeiten musste es mehrfach überarbeitet werden; es entstanden die Varianten SECAM 2, SECAM 3, SECAM 3a und schließlich SECAM 3b. Während der PAL-Erfinder Walter Bruch die Notwendigkeit zu ständigen Modifikationen als konzeptionelle Schwäche von SECAM ansah, äußerte der damalige WDR-Fernsehingenieur Franz Josef In der Smitten: „Ich habe die Glanzleistungen der französischen Ingenieure bewundert, denen es immer wieder gelungen ist, das SECAM-System weiter zu verbessern […]“.

### PAL
In Deutschland studierte Walter Bruch bei Telefunken in Hannover NTSC und SECAM, um aus den Fehlern dieser Systeme zu lernen. Basierend auf NTSC entwarf er dort das Farbfernsehsystem PAL (Phase Alternating Line, „Phasenwechsel je Zeile“). Es unterschied sich vor allem durch eine integrierte Farbkompensation, die Farbverzerrungen verhinderte; das „PAL-Verfahren [ist] im Vergleich mit NTSC und SECAM das stabilste Verfahren“. In der Erprobungsphase konnten PAL-Signale noch nicht magnetisch aufgezeichnet werden; alle Fernsehsendungen aus dieser Zeit waren also Live-Übertragungen. Spielfilme wurden mittels optischer Systeme (16-mm-/35-mm-Filmgeber und Diageber) projiziert und dann live von dieser Projektion übertragen.
Die ersten industriell gefertigten Aufzeichnungssysteme für PAL-Signale stammten von der US-Firma Radio Corporation of America (RCA). Die Systeme wurden erstmals Ende 1966 geliefert, etwa ein dreiviertel Jahr nach dem erfolgreichen Test des Prototyps beim Kölner Karneval.

### Allgemeine Entwicklung
Auf der vom 24. März bis 7. April 1965 in Wien abgehaltenen Konferenz der Studiengruppe XI des CCIR zur Vereinheitlichung des Farbfernsehsystems, an der Vertreter aus 39 Staaten teilnahmen, sprachen sich 21 für das französische SECAM, 11 für das westdeutsche PAL und 7 Staaten für das US-amerikanische NTSC-Farbfernsehsystem aus. Die USA und die Bundesrepublik Deutschland planten unterdessen ihre Systeme PAL und NTSC unter der Bezeichnung QAM (Quadraturamplitudenmodulation, Quadrature Amplitude Modulation) zu kombinieren. Frankreich und die Sowjetunion einigten sich vorläufig auf die Verwendung des SECAM-Verfahrens.
Die ersten Live-Farbfernsehsendungen wurden per Kabel ins Sendehaus übermittelt. Den ersten Farbübertragungswagen erhielt der WDR im Frühjahr 1967, weitere mobile Sendestudios besaßen damals nur der NDR und das ZDF. Bis in die 1970er Jahre besaßen nicht alle Landesrundfunkanstalten Farbübertragungswagen; stattdessen existierte ein Pool, der von einigen Fernsehanstalten gemeinsam genutzt wurde. Zwischen 1967 und 1970 wurde in der Bundesrepublik Deutschland das Fernsehen auf Farbe umgestellt.
Das Fernsehbild wurde von einer Farbbildröhre wiedergegeben, die auf einem 1931 angemeldeten Patent von Manfred von Ardenne basierte: Drei mikroskopisch schmale Streifen eng nebeneinander liegender Leuchtstoffe in den drei Primärfarben waren so angeordnet, dass sie sich, mit einem Elektronenstrahl abgetastet, zu weißem Licht ergänzten; ein Verfahren zur getrennten Ansteuerung der drei Farben enthielt das Patent nicht.
Das Farbfernsehen basiert auf der Idee, die farbigen Lichter aus der photographischen Projektion nach dem Lochricht-Rasterverfahren von Raphael Eduard Liesegang von 1896 durch Elektronenstrahlen zu ersetzen. Diese frühe Lochmaskenröhre wurde von Werner Flechsig zur Schattenmasken-Farbbildröhre weiterentwickelt und im Jahr 1938 patentiert. Weitere Verbesserungen des Verfahrens brachten A. N. Goldsmith und Harold B. Law von der amerikanischen RCA ein. Der Durchbruch gelang der Konkurrenz; CBS-Hydron konstruierte erstmals eine Farbröhre, wie sie schließlich auch beim deutschen Nachkriegsfernsehen ab den 1960er Jahren eingesetzt wurde.
Deutliche Verbesserungen der Bildschärfe und Farbwiedergabe wurden durch eine Schattenmaskenröhre mit Langlochschlitzen erzielt. Bei diesem Verfahren sind alle drei Elektronenkanonen nebeneinander (Inline) in einem System vereinigt, statt wie bisher bei Delta-Röhren in einem Dreieck. Solche Inline-Röhren wurden in Deutschland ab 1972 angeboten. Einen eigenen Weg ging die Firma Sony bereits Ende der 1960er Jahre mit der Trinitron-Röhre, bei der, anders als bei der Schattenmaske, die Projektion auf die Farbstreifen mit Drähten getrennt wird, die an einem Spannrahmen befestigt sind. Durch diesen starken Spannrahmen ist eine Trinitron-Röhre immer deutlich schwerer als eine Inline-Röhre mit Schlitzmaske.
Von besonderer Bedeutung für die Entwicklung des Fernsehens als Massenmedium waren internationale Großereignisse des Sports; dies hatte sich bereits 1936 bei den Spielen der XI. Olympiade in Berlin gezeigt, wo erstmals eine direkte Fernsehübertragung stattfand. Mit den Fernsehübertragungen von der XVIII. Olympiade 1964 in Tokio über den Syncom-3-Satelliten wurde erstmals eine aktuelle weltweite Reportagetätigkeit ermöglicht.
1971 wurden erste Ultraschall-Fernbedienungen vorgeführt. Nordmende präsentierte das drahtlose „Fernhören“ über Infrarot-Kopfhörer. 1981 wurde der Stereoton beim Fernsehen eingeführt.

## Übertragungsformen

### Satellitenfernsehen
Die Anfänge des Satellitenfernsehens liegen im Jahr 1962, als zum ersten Mal Fernsehsendungen zwischen den USA (Bodenstation Andover) und Frankreich mittels des Satelliten Telstar übertragen wurden. Am 6. April 1965 wurde der erste kommerziell genutzte Nachrichtensatellit in Betrieb genommen; der Intelsat I F1 („Early Bird“) ermöglichte die Übertragung von Ferngesprächen, Fernschreiben und Fernsehsendungen.
In den Bestrebungen, eine von Herman Potočnik entdeckte und bereits im Jahre 1928 publizierte geostationäre Position für den Direkt-Fernsehempfang in Europa zu nutzen, wurden in der Funkverwaltungskonferenz World Administrative Radio Conference (WARC) in Genf im Jahre 1977 ein weltweiter Rundfunk-Satellitenplan beschlossen. Ab 1. Januar 1979 galt eine Vereinbarung mit einer Laufzeit von 15 Jahren, die vorsah, dass jedes Land fünf TV-Programme oder mehrere Hörfunk-Programme direkt vom Satelliten zum Teilnehmer abstrahlen konnten. Die Position musste sich jedes Land mit bis zu acht anderen Ländern (und damit Satelliten) teilen. Je geostationärer Position waren so 40 Transponder bei einem Transponderabstand durch Frequenzüberlappung von 19,18 MHz zu 27 MHz angedacht. Die Direct Broadcasting Satellites (DBS) sollten in 36.000 km Höhe mit einem Abstand von 6° (ca. 4000 km) über dem Äquator positioniert werden. Eine gemeinsame Orbitposition (19° West) wurde Belgien, der Bundesrepublik Deutschland, Frankreich, den Niederlanden, Italien, Luxemburg, Österreich und der Schweiz zugewiesen. Zu den Eigenschaften der Satellitentechnik gehört das so genannte Overspill; damit bezeichnet man das Überlappen der Gebiete, in denen die Beams (Richtstrahlen) empfangbar sind. Dieses Phänomen ist für den Endverbraucher, der mit seiner Satellitenempfangsanlage die Programme der Nachbarländer empfangen kann, zwar von Vorteil, warf aber in den staatlichen Plänen für Satellitenfernsehen urheber- und hoheitsrechtliche Probleme auf.
In Luxemburg wurde die SES ASTRA S.A. (Société Européenne des Satellites) zu der Zeit gegründet, als gerade die rasant fortschreitende technische Entwicklung in der LNB-Technik es Privathaushalten erlaubte, mit relativ handlichen Satellitenschüsseln von noch lediglich 1,2 Meter Durchmesser Direktempfang von leistungsschwachen (20 Watt je Transponder) Post-Fernmeldesatelliten zu praktizieren. Es war eine logische Schlussfolgerung der Privaten SES, dass sich durch den Einsatz von Modernen Satelliten mit einer EIRP von 51 dBW die notwendige Schüsselgröße auf ein erstmals wirklich massentaugliches Format von 75 cm und weniger reduzieren ließe. Durch staatliche Fehlplanung war die Sendeleistung des Astra-Mitbewerbers TV-SAT durch jahrelange Verzögerung auf 230 Watt je TV-Kanal festgelegt worden, was nur vier TV-Kanäle zuließ, das schlanke Konzept von Astra sah hingegen 16 TV Kanäle mit vollem Ekliptikschutz vor.
Durch den Misserfolg von TV-Sat 1 am 21. November 1987 war auch der Zeitbonus des staatlichen Direktsatelliten verspielt und der Weg für den Markterfolg des am 11. Dezember 1988 gestarteten Astra 1A frei. TV-Sat 2 startete zwar noch am 8. August 1989, jedoch zu spät, das private Projekt Astra hatte das milliardenschwere staatliche TV-Sat-Projekt geschlagen.

### Kabelfernsehen
Unter der Administration des Bundespostministers Christian Schwarz-Schilling wurde nicht die Satellitentechnik, sondern die flächendeckende Verkabelung aller Haushalte mit breitbandigen Koaxialkabelnetzen angestrebt. Das ab 1983 von der Deutschen Bundespost verlegte Breitbandkommunikationskabelnetz ermöglichte unter Ausnutzung des Frequenzbereichs bis 300 MHz die gleichzeitige Übertragung von maximal 29 Fernsehprogrammen und 24 Stereo-Hörfunkprogrammen. Der „verkabelte Rundfunk“, das Kabelfernsehen, wurde zunächst in vier Pilotprojekten getestet, die als Modellversuche in Ludwigshafen am Rhein, München, Dortmund und West-Berlin ausgeschrieben waren. Das Ludwigshafener Kabelpilotprojekt war auch gleichzeitig die Geburtsstunde des Privatfernsehens, das am 1. Januar 1984 mit PKS (heute Sat.1) seinen Sendebetrieb aufnahm.

## Videorekorder
1954 brachte die RCA ein Gerät auf den Markt, das Fernsehbilder aufzeichnen und wiedergeben konnte. Dieses „welterste Video-Gerät“ verschlang 21.600 Meter Magnetband pro Stunde und arbeitete noch nicht nach dem heute verwendeten Schrägspur-Aufzeichnungsverfahren, sondern basierte auf Patenten der deutschen Firmen Telefunken und Loewe. In Verbindung mit weiteren Lizenzen von einem amerikanischen Hersteller von Profi-Equipment, der Firma Ampex, gelang es den japanischen Firmen Sony und JVC (Japan Victor Company), die klobigen und teuren professionellen Magnetbandaufzeichnungs- und Wiedergabegeräte zu einem handhabbaren und preiswerten Massenprodukt der Unterhaltungselektronik zu machen. Das Aufzeichnen von Fernsehübertragungen bedeutete eine Loslösung von zeitlichen Abhängigkeiten fester Sendetermine. Auf der Funkausstellung 1971 wurden von Philips und Grundig die ersten Video-Cassetten-Rekorder nach dem VCR-System vorgestellt.

## Deregulierung, Konvergenz, Digitalisierung und Interaktivität
Ab den 1980er Jahren kam es zu massiven Veränderungen der bundesdeutschen Medienlandschaft. Vorboten der Entwicklung waren die so genannten neuen Medien, zum Beispiel das auf Glasfasertechnik basierende BIGFON, das „Breitbandige, Integrierte Glasfaser-Fernmelde-Orts-Netz“, das Satelliten-Pilot-Projekt TV-SAT, Bildschirmtext (BTX) und Videotext (VTX) und das Kabelfernsehen, wobei es sich jedoch lediglich um „neue Verteiltechniken, andere Organisationsformen und größere Programmquantitäten“ handelte.
Mit der Einführung des dualen Rundfunksystems infolge auf das 4. Rundfunk-Urteil des Bundesverfassungsgerichts vom 4. November 1986 kam es zu einem Paradigmenwechsel, der die bundesdeutsche Medienlandschaft bis heute entscheidend prägt. Ab Mitte der 1980er Jahre wurde begonnen, auch terrestrische Frequenzen an private Anbieter zu vergeben. Hierbei wurden UKW-Hörfunk-Frequenzen im Bereich von 100 bis 104 MHz aus dem Bereich des Flugnavigationsfunkdienstes verwendet, die zuvor durch das Genfer Abkommen von 1984 freigegeben worden waren.
Neben der Deregulierung der deutschen Medienlandschaft deuteten sich auch technische Veränderungen an. Nachdem in den 1990er Jahren mit der Digitalisierung des Rundfunks mittels DVB-S (Satellit), DVB-C (Kabel) sowie den bereits 1999 wieder eingestellten Standards DSR, ADR und DVB begonnen worden war, wurde die flächendeckende Einführung des terrestrischen digitalen Rundfunks DVB-T sowie des digitalen Radio-standards DAB in Angriff genommen, um die zukünftige Einstellung analoger Übertragung vorzubereiten.
Eine auf IP-Technologie aufbauende Digitalisierung herkömmlicher analoger Telekommunikationsnetze im sogenannten Next Generation Network (NGN) ermöglichte eine weitere Technologische Revolution in der Rundfunkübertragung. Ein digitalisiertes Telekommunikationsnetz ermöglicht, neben einer Übertragung von Telefonie und Internet-Daten, auch eine Übertragung digitaler Fernsehsignale (Triple Play). Die Übertragung per Internetprotokoll beinhaltet auch einen Rückkanal, weswegen Internet-TV oder IPTV sowie P2PTV als interaktives Fernsehen erstmals ohne getrennten Rückkanal möglich werden. Es entfällt außerdem die Beschränkung auf eine bestimmte Anzahl verfügbarer Kanäle, so sind durch den Transportkanal Internet darüber hinaus neue parallele Fernsehprodukte, wie zum Beispiel Mediatheken oder Abruffernsehen möglich.

## Teletext
Teletext (auch Fernsehtext oder Videotext) ist ein Verfahren, bei dem Text- und Blockgrafik-Zeichen übertragen werden. Wegen der Namensgleichheit kann es zu Verwechslungen mit dem Bildschirmtext-System kommen. Der erste Teletext wurde im japanischen Fernsehen gesendet. Anfangs konnte nur 1/6 der Bevölkerung Japans den Teletext empfangen und anzeigen.

## Fernsehmuseen
Seit dem 1. Juni 2006 gibt es im Filmhaus am Potsdamer Platz das Filmmuseum Berlin mit dem Schwerpunkt Fernsehfilme.
Aufgrund der komplexen, aus vielen Teilen bestehenden Fernsehtechnik enthält seine Geschichte Elemente vieler anderer Techniken, insbesondere der Funk-, Film-, Hörfunk- und Raumfahrttechnik. Die Geschichte des Fernsehens geht nicht nur mit technischen, sondern auch mit sozialen und politischen Entwicklung einher. Sie ist Teil der Mediengeschichte.
Zur historischen Chronologie der Rundfunk- und Fernsehtechnik hat Oberpostdirektor Gerhart Goebel zwei umfangreiche Bücher geschrieben.

## Belege
1. ↑  Patent  DE30105C: Elektrisches Teleskop. Angemeldet am 6. Januar 1884, veröffentlicht am 15. Januar 1885, Erfinder: Paul Nipkow.‌
2. ↑  heise.de: Vor 125 Jahren: Das Prinzip "Fern"-Sehen wird patentiert
3. ↑  R. W. Burns, „The birth of television“. In: British television:The formative years, Science Museum, London. Seite 15, ISBN 978-08634-1079-6.
4. ↑  Dr. Alfred Gradenwitz, „Mihalys Tele-Cinema“, In: Magazin Television der Royal Television Society, April 1929, Seite 59
5. ↑  BBC-History John Logie Baird (1888–1946), Veröffentlichungen der BBC
6. ↑  Kenjiro Takayanagi: The Father of Japanese Television, Veröffentlichungen der  NHK (Memento des Originals vom 1. Januar 2016 im Internet Archive)  Info: Der Archivlink wurde automatisch eingesetzt und noch nicht geprüft. Bitte prüfe Original- und Archivlink gemäß Anleitung und entferne dann diesen Hinweis.
7. ↑  Virginio Cantoni, Gabriele Falciasecca, Giuseppe Pelosi: Storia delle telecomunicazioni Volume 1. Firenze University Press. Florenz, 2011. S. 446. ISBN 978-88645-3243-1.
8. ↑  Endlich Fernsehen!, Er ist ein junger deutscher Physiker aus Hamburg, der 1930 das Fernsehen aus der Taufe hob - Manfred von Ardenne, DRadio Wissen vom 14. Dezember 2014, abgerufen am 14. Dezember 2014
9. ↑  Deutschlandfunk: "Wir sahen nicht allzu viel", abgefragt am 8. März 2009
10. ↑  vgl. z. B. „Nürnberger Nachrichten“ v. 28. September 1951, S. 3: „Fernseh-Uraufführung in Fürth“; der Sender strahlte täglich um 11, 14 und 16 Uhr einen Spielfilm aus, der in Nürnberg und Fürth empfangen werden konnte.
11. ↑  Recherche des Deutschen Rundfunkarchivs zu einem Fernsehbeitrag  Archivlink (Memento des Originals vom 21. Juni 2006 im Internet Archive)  Info: Der Archivlink wurde automatisch eingesetzt und noch nicht geprüft. Bitte prüfe Original- und Archivlink gemäß Anleitung und entferne dann diesen Hinweis.
12. ↑  TELESAAR. Abgerufen am 10. September 2021.
13. ↑  50 facts about The Queen's Coronation, Official Website of the British Monarchy (englisch) vom 25. Mai 2003, abgerufen am 22. August 2012.
14. ↑  The Times: Television Sets to Hang on Wall, 26. August 1959. Der Hersteller des Flachfernsehers wird in diesem Artikel nicht genannt.
15. ↑  Die Geschichte des deutschen Rundfunks bis 1950 auf den Seiten des Hifimuseums
16. ↑  Die Geschichte des Fernsehens in Deutschland bis 1945 auf den Seiten des Fernsehmuseums